# Urbán Erika
Urbán Erika (Szolnok, 1949. július 27. – Budapest, 2021. június 7.) magyar színésznő.

## Pályafutása
Édesanyja Bege Margit színésznő. 1972-ben végzett a Színművészeti Főiskolán, előtte 1967–1968-ban a Veszprémi Petőfi Színházban szerepelt. Főiskolásként, 1970 és 1973 között a Nemzeti Színházban lépett fel. 1973-tól lett a Vidám Színpad társulatának tagja. 1971 és 2004 között Kabos László színész élettársa volt. Két könyvet írt, Az én Kabosom és A sors pórázán címmel.
2019-től rákos megbetegedésével küzdött. Teljes alsó állkapcsát el kellett távolítani egy 12 órás életmentő műtét során, amely után 2 hónapig feküdt kórházban. 2021-ben hunyt el budai otthonában.

## Díjai
- Emberi Hang Életműdíj, 2019[9]

## Fontosabb színházi szerepei
- Armande Béjart (Mihail Afanaszjevics Bulgakov: Álszentek összeesküvése)
- Marcsa (Nóti Károly: Nyitott ablak)
- Kerekes Juci (Rejtő Jenő: Aki mer, az nyer)
- Csilla (Curth Flatow – Dobos Attila: Egy férfi, aki nem akar)
- Vendég (Szerb Antal: Ex)
- Cicuka (Kolozsvári Grandpierre Emil: A kalózkisasszony)
- Julika (Gádor Béla – Görgey Gábor: Részeg éjszaka)
- Angéla (Görgey Gábor: Szexbogyó)
- Lola, bártáncosnő (Görgey Gábor: Huzatos ház)
- Zizi (Vinkó József: Justitia kombinéban)
- (Kállai István – Kabos László: Kabos Show)
- Yvonne, aki bosszúból szeret (Fekete Sándor: A Lilla-villa titka)
- Hilda (Vaszary Gábor: Bubus)
- Luca (Niccolò Machiavelli – Karinthy Ferenc: Maszlag)
- Bea, titkárnő (Bencsik Imre: Kölcsönlakás)
- (Bencsik Imre: Kutyakomédia)
- Aljonka, Ignatyevna unokája (Mikola Zarudnij: Nem vagyunk kifestve)
- Debily (Peter Hacks – John Gay: Polly Amerikában)
- Susan, Mosbie húga (Ismeretlen XVI. századi angol szerző: Gyilkosok a ködben /Fevershami Arden/)
- Kar (Peter Weiss: A Luzitán szörny)
- Betty (Bertolt Brecht: Koldusopera)
- Első hölgy (Alekszandr Szergejevics Puskin: Borisz Godunov)
- Panopé, Phaedra udvarhölgye (Jean Racine: Phaedra)
- Lány (Schwajda György: Bohóc)

## Filmjei, televíziós szereplései
- Kölcsönlakás (magyar vígjáték, 1984) – Bea
- Ez nem volt egy Amerika (szórakoztató műsor, 1983)
- Az első férfi (magyar tévéfilm, 1981) – Klári
- Családban marad (magyar tévéfilm, 1980)
- Szigligeti Ede: A mama (magyar tévéjáték, 1978) – Cili, Berki felesége
- Megtörtént bűnügyek – Iskolatársak voltak (1978) – Márta
- Burok (magyar játékfilm, 1973) – Ildi
- Csokonai Vitéz Mihály: Dorottya (magyar tévéjáték, 1973) – Cserházyné
- Férfiak mesélik... (magyar tévéfilm, 1972)
- Jó estét nyár, jó estét szerelem – Hűvös Ilona
- Kabos-show (magyar szórakoztató műsor)

## Könyvei
- Az én Kabosom (Makkabi, Budapest, 2005) ISBN 9637088105
- A sors pórázán – Egy színésznő vallomásai[10] (Makkabi, Budapest, 2006) ISBN 9637088199